# Nangrhoe Timu
Nangrhoe Timu is een bestuurslaag in het regentschap Pidie Jaya van de provincie Atjeh, Indonesië. Nangrhoe Timu telt 816 inwoners (volkstelling 2010).